# Biggest Mistake
Singles de The Rolling Stones
Rain Fall Down
(2005) Plundered My Soul
(2010)
Pistes de A Bigger Bang
She Saw Me Coming
(7) This Place Is Empty
(9)
Biggest Mistake est une chanson du groupe de rock britannique The Rolling Stones parue en 2005 sur l'album A Bigger Bang et en single (le troisième de l'album) le 21 août 2006. Le single est un succès mineur en se classant à la 51e place au Royaume-Uni et 20e en Italie.

## Historique et description

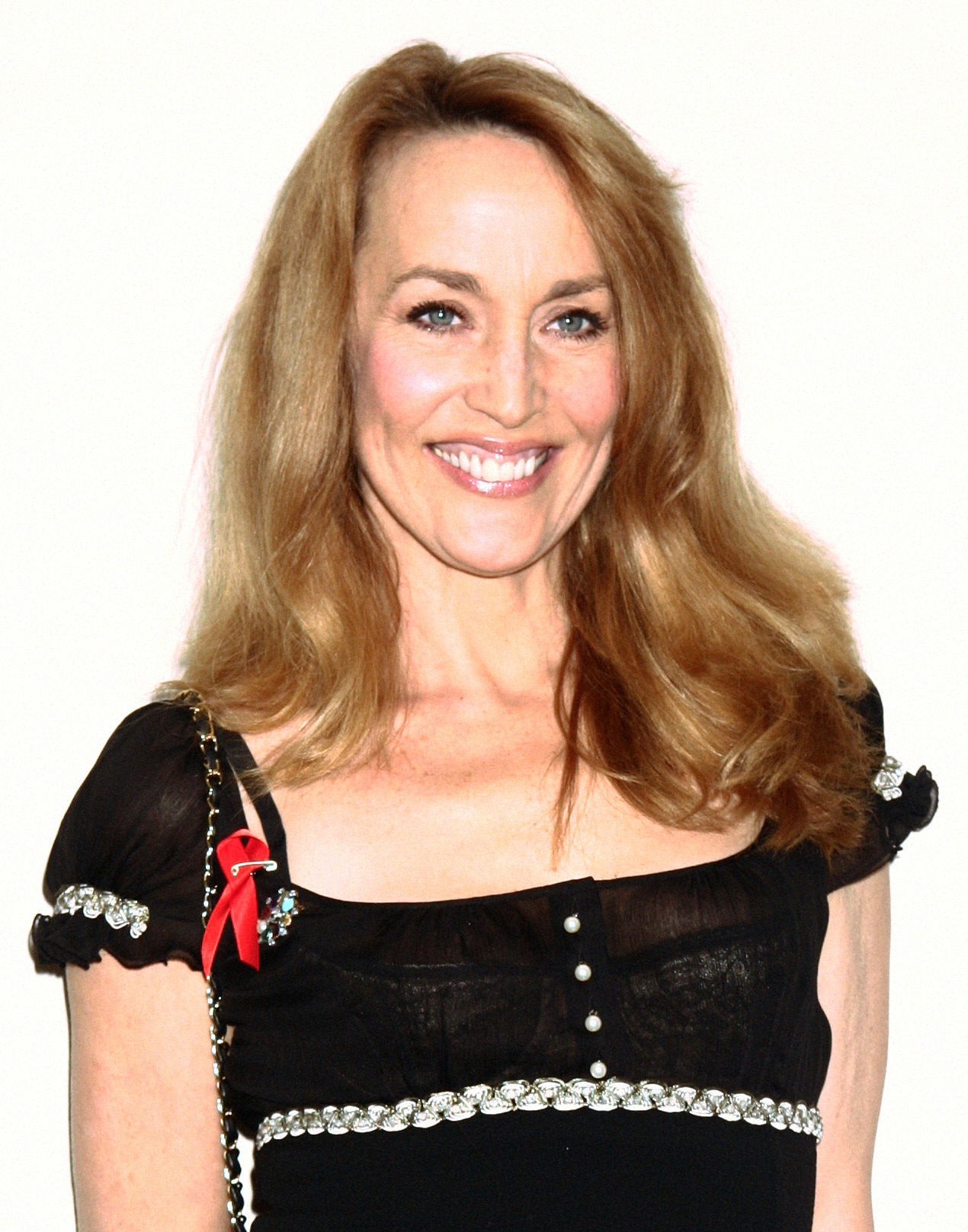
Jerry Hall serait la "plus grosse erreur" ("Biggest Mistake") dans la vie de Mick Jagger.

Crédité au duo Mick Jagger/Keith Richards, la chanson est un titre pop dont la composition est fortement basée autour de la guitare acoustique. Les paroles évoquent l'histoire un homme plus âgé qui tombe amoureux d'une jeune femme, mais la quitte ensuite. Il pourrait s'agir de la relation ratée entre Mick Jagger et le mannequin Jerry Hall.
À partir de fin juillet, la chanson a été largement diffusée à la radio, en particulier sur BBC Radio 2, où elle est restée sur la playlist principale pendant quatre semaines.

## Personnel
Crédités:
- Mick Jagger: chant, guitare électrique, guitare acoustique, chœurs
- Keith Richards: guitare électrique, guitare acoustique, chœurs
- Ron Wood: guitare électrique
- Charlie Watts: batterie
- Darryl Jones: basse
- Chuck Leavell: orgue

## Liste des titres
- Version CD

1. Biggest Mistake - 4:07
2. Dance (Pt.1) (live à l'Olympia de Paris, 11 juillet 2003) - 6:01
3. Before They Make Me Run (live à l'Olympia de Paris, 11 juillet 2003) - 3:54

- Version vinyle

1. Biggest Mistake
2. Hand of Fate (live à l'Olympia de Paris, 11 juillet 2003)

## Classements
| Classements (2006) | Rang |
| ------------------ | ---- |
| Allemagne          | 94   |
| Italie             | 27   |
| Pays-Bas           | 77   |
| Royaume-Uni        | 51   |